# Philipp Diehl (Politiker)
Johann Philipp Diehl (* 15. März 1815 in Darmstadt; † 12. April 1887 ebenda) war ein deutscher Buchhändler und hessischer Politiker (Fortschritt, NLP) und Abgeordneter der 2. Kammer der Landstände des Großherzogtums Hessen.
Philipp Diehl war der Sohn des Buchbinders Caspar Diehl und dessen Ehefrau Katharina, geborene Preußer. Diehl, der evangelischen Glaubens war, war Buchhändler in Darmstadt und heiratete Marie Katharine Margarethe geborene Kratz (1818–1883).
Von 1856 bis 1866 und erneut von 1878 bis 1884 gehörte er der Zweiten Kammer der Landstände an. Er wurde für den Wahlbezirk der Stadt Darmstadt gewählt.